# 特里·布朗
特里·布朗（英語：Tierre Brown，1979年6月3日—），美国NBA联盟职业篮球运动员。